# Meltdown (Autismus)
Ein Meltdown (engl. Kernschmelze) ist ein psychischer Ausnahmezustand, in den Menschen mit Autismus durch sensorische und/oder emotionale Reizüberflutung geraten können. Es handelt sich dabei um eine reflexartige, nicht kontrollierbare Reaktion, die auftritt, wenn individuelle Bewältigungsstrategien nicht mehr ausreichen, um sämtliche Reize und Stressoren zu verarbeiten. Insbesondere bei Kindern äußert sich ein Meltdown durch extremes, mitunter gewalttätiges und selbstverletzendes Verhalten mit emotionalen und verbalen Ausbrüchen und wird daher häufig als Wutausbruch fehlinterpretiert. Er ist jedoch nie ein Ausdruck von Wut, sondern immer von Verzweiflung und Hilflosigkeit. Betroffene sind prinzipiell nicht dazu in der Lage, sich einen Meltdown zu „verkneifen“ und meist auch nicht, ihr Verhalten während eines solchen Zustandes zu kontrollieren.
Insbesondere bei erwachsenen Autisten kann sich ein solcher Ausnahmezustand auch als Shutdown (engl. Abschalten, Herunterfahren) manifestieren, einem Zustand vollkommener körperlicher und mentaler Erschöpfung. Betroffene reagieren währenddessen oft nicht mehr auf Ansprache und können für die Dauer des Shutdowns die Fähigkeit zu Sprechen und sich zu Bewegen verlieren, ähnlich einer Katatonie. Die Umgebung wird dabei nur noch gedämpft, wie durch einen Nebel wahrgenommen. Die Ursachen und sonstige Hintergründe eines Shutdowns sind dieselben wie bei einem Meltdown.

## Ursachen

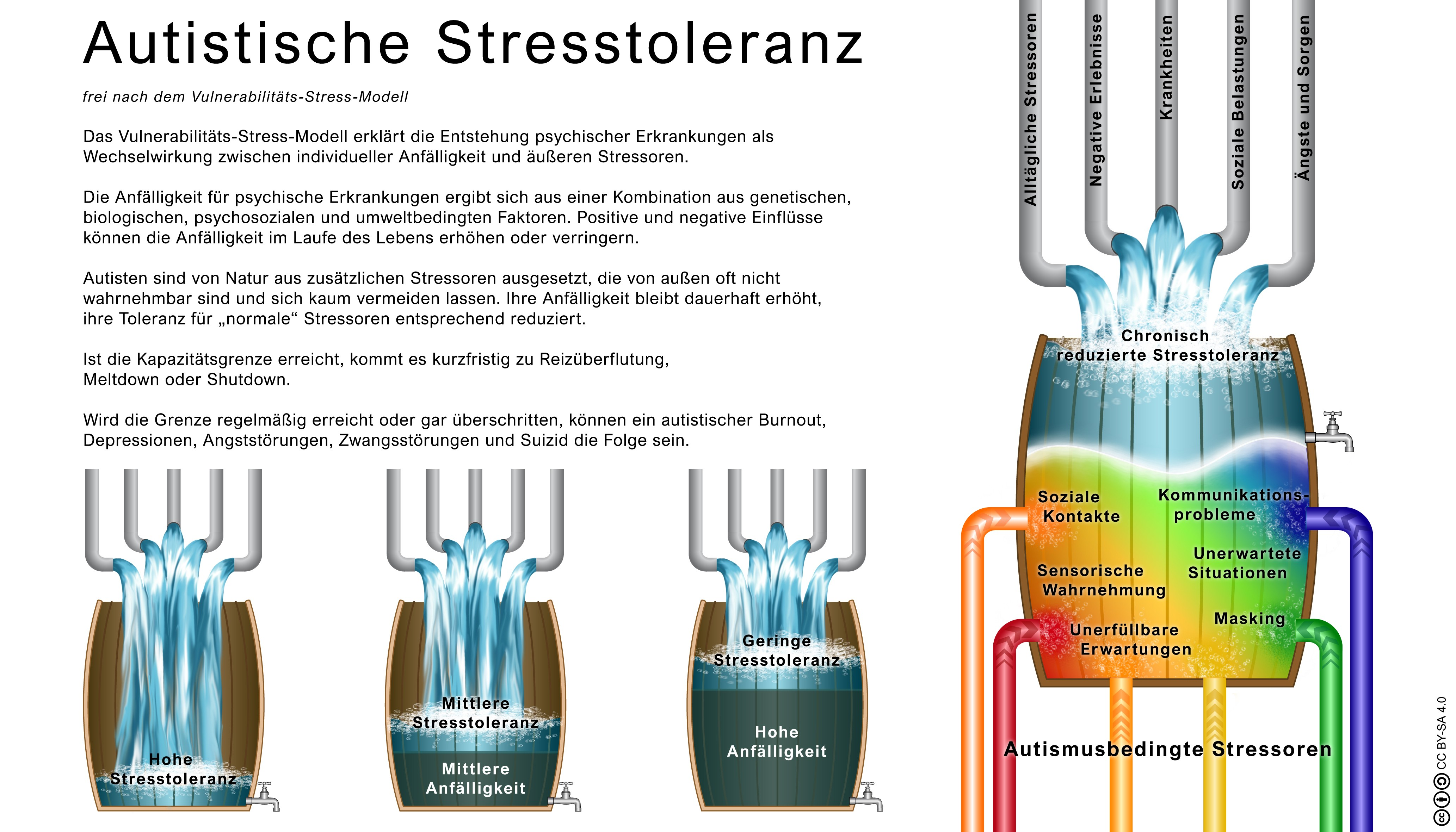
Schematische Darstellung der reduzierten Stresstoleranz bei Autismus und der Entstehung von Meltdowns und psychischen Folgeerkrankungen

Ein Meltdown wird immer durch Stress verursacht. Autisten leiden typischerweise unter einer Überempfindlichkeit gegenüber bestimmten Sinnesreizen und einer beeinträchtigten Reizfilterung, das heißt, sie nehmen Reize intensiver wahr und können Unwichtiges nicht ausblenden. Auch ihre Fähigkeit zur Emotionsregulation ist meist beeinträchtigt. Infolgedessen sind Autisten anfälliger für Stress, schneller überfordert und geraten leichter in eine sensorische und/oder emotionale Reizüberflutung. Ein Meltdown ist dementsprechend eine Kampf-oder-Flucht-Reaktion: Besteht keine Möglichkeit, der belastenden Situation zu entkommen, kommt es zur Entladung der inneren Anspannung.
Typische Auslöser sind ein Übermaß an sensorischen Reizen (z. B. laute Geräusche, grelle Lichter, starke Gerüche), zwischenmenschliche Konfliktsituationen, unerwartete Veränderungen (z. B. Abweichen von Routinen) oder emotionale Überforderung (z. B. intensive Gefühle wie Wut, Angst oder Traurigkeit). Die genauen Auslöser und der Grad an Belastbarkeit sind bei jedem Menschen mit Autismus individuell verschieden.

## Symptomatik
Ein Meltdown geschieht niemals aus Absicht, sondern ist ein Zeichen der psychischen Überforderung, ähnlich einem „Nervenzusammenbruch“. Betroffene verlieren in der Akutphase meist jegliche Kontrolle über ihr eigenes Verhalten und sind nicht mehr dazu in der Lage, ihre Handlungen willentlich zu steuern. Auf Außenstehende wirken sie daher oft völlig irrational. Hat ein Meltdown begonnen, ist er nicht mehr zu unterbrechen. Die Betroffenen sind währenddessen meist nicht mehr ansprechbar und können sich nicht verständlich artikulieren. Das Schmerzempfinden ist während solcher Extremsituationen oft herabgesetzt, sodass Verletzungen teils nicht wahrgenommen werden. Viele können sich im Nachhinein auch nicht mehr an ihr Verhalten und Geschehnisse während des Meltdowns erinnern. Dieser kann wenige Minuten bis hin zu mehreren Stunden andauern.
Häufig zeigt sich ein Meltdown als extremer emotionaler, verbaler und körperlicher Ausbruch. Die Betroffenen werfen und zerstören Gegenstände, schreien, schimpfen, weinen, schlagen und treten um sich, greifen andere Personen an. Typisch sind auch körperliche Ruhelosigkeit, starkes Stimming und selbstverletzendes Verhalten, z. B. durch Kopf-an-die-Wand-schlagen oder Beißen in erreichbare Körperteile. Zweck dieser Verhaltensweisen ist, die Flut an nicht kontrollierbaren Umweltreizen durch kontrollierbare Reize zu überdecken. Derartige, nach außen gerichtete Ausbrüche sind besonders bei autistischen Kindern zu beobachten, können aber auch bei Erwachsenen auftreten.
Erwachsene Autisten, die ihr Verhalten besser kontrollieren und voraussehen können, sind mitunter in der Lage, die extremen, nach außen gerichteten Verhaltensweisen zu unterdrücken, sodass der Meltdown für die Umwelt nicht zwingend wahrnehmbar ist. Dies wird von Betroffenen als besonders quälend beschrieben. Häufig treten dabei Suizidgedanken auf. Auch bei einer solchen Implosion kommt es typischerweise zu Symptomen wie Herzrasen, Zittern, Schwindel, intensivem Stimming, Hyperventilation und ähnlichem.

### Folgen
Betroffene beschreiben Meltdowns als enorm anstrengend und quälend. Meist folgt darauf ein sogenannter Shutdown, ein Zustand vollkommener körperlicher und mentaler Erschöpfung. Die betroffene Person zieht sich in sich selbst zurück, reagiert nicht mehr auf Ansprache, kann apathisch wirken. Fähigkeiten und Sinneswahrnehmungen können temporär verloren gehen, die Umgebung wird nur noch gedämpft, wie im Nebel wahrgenommen. Auch zeitlich begrenzter Mutismus kann auftreten. Nicht selten schlafen die Betroffenen im Anschluss für mehrere Stunden ein. Ein Shutdown kann jedoch auch anstelle eines Meltdowns als direkte Folge der Reizüberflutung auftreten.
Die Erholungszeit von einem Melt- oder Shutdown kann Tage, im Einzelfall auch Wochen dauern. Die psychische Belastbarkeit ist währenddessen herabgesetzt, sodass es leichter zu weiteren Zusammenbrüchen kommt. Eine Häufung von Melt- oder Shutdowns in kurzer Zeit kann zudem zur Entstehung eines autistischen Burnouts beitragen.

### Unterschiede zu Wutausbrüchen
Das aggressive, teils zerstörerische Verhalten während eines Meltdowns wird v. a. bei Kindern häufig als Wutausbruch missverstanden, da sie durch ihr Alter und den Autismus nicht in der Lage sind, ihre Emotionen und Bedürfnisse angemessen mitzuteilen. Im Unterschied zu einem Meltdown ist ein Wutausbruch in der Regel auf ein spezifisches Ziel gerichtet, z. B. Wiedergutmachung bei erlittenem Unrecht. Angriffe auf Personen, Selbstverletzungen und Sachbeschädigungen geschehen kontrolliert und mit voller Absicht. Bei Meltdowns sind solche Handlungen jedoch weder zielgerichtet noch böswillig, sondern Ausdruck des Kontrollverlustes. Viele Autisten haben im Nachhinein Schuldgefühle oder schämen sich für ihr Verhalten.
Bei kindlichen Wutausbrüchen handelt es sich häufig um reines Trotzverhalten, das mit dem Alter nachlässt und durch Erziehungsmaßnahmen beeinflussbar ist. Das Kind versucht damit, Aufmerksamkeit zu erlangen und seinen Willen durchzusetzen. Meltdowns lassen sich hingegen nicht durch Erziehung oder Strafen vermeiden. Sie häufen und verstärken sich durch derartige Maßnahmen eher, da diese für Autisten potentiell überfordernde Reize darstellen. Betroffene sind sich ihrer Umgebung während eines Meltdowns meist nicht aktiv bewusst und interessieren sich auch nicht für die Reaktionen Dritter. Ein Meltdown klingt nur langsam wieder ab und hinterlässt meist körperliche und mentale Erschöpfung. Ein Wutausbruch lässt sich hingegen oft auch abrupt beenden (z. B. durch Ablenkung) und hat keine anhaltenden negativen Folgen.

## Umgang
Da sich Autisten während eines Meltdowns nicht wehren können, ist die richtige Reaktion der sie umgebenden Menschen essentiell, um die betroffene Person möglichst rasch zu beruhigen und ihren Zustand nicht noch zu verschlimmern. Einsatzkräfte und Betreuungspersonen sollten daher im Erkennen und im Umgang mit Meltdowns geschult sein. Auslösende Reize müssen schnellstmöglich beseitigt und jegliche zusätzlichen Reize und Stressoren vermieden werden. Es wird empfohlen, die Betroffenen möglichst wenig anzusprechen und auf körperliche Berührungen (z. B. tröstende Umarmungen) zu verzichten. Stimming darf keinesfalls unterbunden werden. Da das Verhalten während eines Meltdowns nicht vernunftgesteuert ist, ist der Versuch, an die Vernunft der Person zu appellieren, zwecklos und sogar kontraproduktiv. Selbiges gilt für Bestrafungen oder deren Androhung.
Dem Betroffenen muss, wenn möglich, der Rückzug an einen sicheren, ruhigen Ort ermöglicht werden. Um Verletzungen Dritter oder ihrer selbst zu vermeiden, sollten sie jedoch nicht völlig unbeaufsichtigt gelassen und gefährliche Gegenstände entfernt werden. Weitere Maßnahmen, die zur Beruhigung des Betroffenen beitragen können, sind individuell verschieden und sollten idealerweise vorab bekannt sein. Dies kann z. B. die Beschäftigung mit Spezialinteressen, sensorische Gegenreize (z. B. fester Druck, etwa durch Gewichtsdecken) oder spezielles Stimming, evtl. unter Verwendung bestimmter Gegenstände, umfassen. Als besonders beruhigend erweisen sich oft Haustiere und insbesondere speziell für Autismus ausgebildete Assistenzhunde.

## Vorbeugung
Ein Meltdown tritt in der Regel nicht plötzlich aus dem Nichts heraus auf, sondern bahnt sich nach und nach an. Einige Autisten können lernen, die Anzeichen eines unmittelbar bevorstehenden Meltdowns selbst zu erkennen und eigenständig Maßnahmen dagegen zu ergreifen. Da Autismus jedoch häufig mit Alexithymie, der Unfähigkeit eigene Gefühle zu erkennen und zu beschreiben, sowie einer beeinträchtigten Interozeption, der Wahrnehmung des eigenen Körpers und seiner Signale, einhergeht, ist vielen dies nicht möglich. Sie sind darauf angewiesen, dass Außenstehende entsprechende Anzeichen wahrnehmen und die notwendigen Maßnahmen ergreifen, um den Zusammenbruch abzuwenden. Vorboten eines sich anbahnenden Meltdowns können z. B. körperliche Unruhe, verstärktes Stimming, Beschäftigung mit Ritualen und Routinen, Weglaufen, ein beschleunigter Puls und das Erheben der Stimme sein. Die möglichen Anzeichen sind vielfältig und individuell verschieden.
Um einem Meltdown vorzubeugen, sollten alle potentiellen Auslöser schon im Voraus so weit wie möglich vermieden werden. Sensorische Reize sollten so gering wie möglich gehalten werden, z. B. auch unter Verwendung von Hilfsmitteln wie geräuschreduzierenden Kopfhörern. Alltagsroutinen sollten nicht gestört, auf bevorstehende Veränderungen behutsam vorbereitet werden. Es kann auch sinnvoll sein, die Menschen im Umfeld (Klassenkameraden, Arbeitskollegen etc.) über die besonderen Bedürfnisse des Autisten aufzuklären, um auch zwischenmenschliche Stressoren zu reduzieren. Autismusassistenzhunde können lernen, bevorstehende Meltdowns zu erkennen und der betroffenen Person aktiv dagegen zu helfen.